# Metaleptobasis bovilla
Metaleptobasis bovilla là một loài chuồn chuồn kim trong họ Coenagrionidae.
Metaleptobasis bovilla được Calvert miêu tả khoa học năm 1907.